# Deutsche Leichtathletik-Meisterschaften 1946/Resultate
Der Hauptteil der Wettbewerbe bei den 46. Deutschen Leichtathletik-Meisterschaften wurde am 24. und 25. August 1946 im Frankfurter Waldstadion ausgetragen.
In der hier vorliegenden Auflistung werden bei ausreichender Quellengrundlage die in den verschiedenen Wettbewerben jeweils ersten sechs platzierten Leichtathletinnen und Leichtathleten aufgeführt. In verschiedenen Disziplinen ist diese Quellengrundlage nicht in der notwendigen Form gegeben. Hier wird eine entsprechende Reduzierung der Platzierungen aufgelistet.
Eine Übersicht mit den Medaillengewinnerinnen und -gewinnern sowie einigen Anmerkungen zu den Meisterschaften findet sich unter dem Link Deutsche Leichtathletik-Meisterschaften 1946.
Wie immer gab es einige Disziplinen, die zu anderen Terminen an anderen Orten stattfanden – in den folgenden Übersichten jeweils konkret benannt.
Hier die ausführlichen Ergebnislisten der Meisterschaften:

## Meisterschaftsresultate Männer

### 100 m
| Platz | Athlet, Verein                            | Zeit (s) |
| ----- | ----------------------------------------- | -------- |
| 1     | Friedel Pfeiffer (Eintracht Frankfurt)    | 11,1     |
| 2     | Heinz Konze (Schwarz-Weiß Radevormwald)   | 11,1     |
| 3     | Georg Kremer (Welper)                     | 11,1     |
| 4     | Heinz Steffen (SV St. Georg 1895 Hamburg) | 11,2     |
| 5     | Nenninger (Karlsruhe)                     | 11,2     |
| 6     | Werner Wigner (ASV Zirndorf)              | 11,2     |

Datum: 25. August

### 200 m
| Platz | Athlet, Verein                        | Zeit (s) |
| ----- | ------------------------------------- | -------- |
| 1     | Herbert Sonntag (SV Plön)             | 22,3     |
| 2     | Jakob Scheuring (Stuttgarter Kickers) | 22,6     |
| 3     | Hans Rümping (Stuttgarter Kickers)    | 22,7     |
| 4     | Helmut Virneburg (Bonner FV)          | 22,7     |

Datum: 25. August

### 400 m
| Platz | Athlet, Verein                               | Zeit (s) |
| ----- | -------------------------------------------- | -------- |
| 1     | Kurt Edel (Hamburger SV)                     | 49,6     |
| 2     | Karl-Friedrich Rückebeil (VfL 97 Oberhausen) | 50,3     |
| 3     | Hubert Huppertz (RSV Ahrweiler)              | 51,2     |
| 4     | Hans Liersch (KSV Hessen Kassel)             | 52,7     |

Datum: 25. August

### 800 m
| Platz | Athlet, Verein                            | Zeit (min) |
| ----- | ----------------------------------------- | ---------- |
| 1     | Heinz Ulzheimer (Eintracht Frankfurt)     | 1:54,2     |
| 2     | Karl Kluge (Werder Bremen)                | 1:55,0     |
| 3     | Ferdinand Stuhler (TSV Schwaben Augsburg) | 1:55,5     |
| 4     | Wolfgang Best (SC Frankfurt 1880)         | 1:56,0     |
| 5     | Rudi Buller (Hamburger SV)                | 1:56,9     |
| 6     | Josef Friesinger (TSV 1860 München)       | 1:57,4     |

Datum: 25. August

### 1500 m
| Platz | Athlet, Verein                       | Zeit (min) |
| ----- | ------------------------------------ | ---------- |
| 1     | Ludwig Kaindl (TSV 1860 München)     | 3:59,6     |
| 2     | Alfred Dompert (Stuttgarter Kickers) | 4:01,2     |
| 3     | Ludwig Warnemünde (VfL Pinneberg)    | 4:02,2     |
| 4     | Hermann Kaiser (VfL München)         | 4:06,0     |
| 5     | Franz Schiffer (Werder Bremen)       | 4:06,5     |
| 6     | Wilhelm Lüders (VfL Pinneberg)       | 4:09,2     |

Datum: 25. August

### 5000 m
| Platz | Athlet, Verein                      | Zeit (min) |
| ----- | ----------------------------------- | ---------- |
| 1     | Hermann Eberlein (TSV 1860 München) | 15:12,4    |
| 2     | Helmut Bolzhauser (TSV Esslingen)   | 15:24,8    |
| 3     | Kraft (Bad Salzuflen)               | 15:36,4    |
| 4     | Georg Goldemund (TSV 1860 München)  | 15:37,0    |
| 5     | Lenz (Handschuhsheim)               | 15:57,0    |

Datum: 24. August

### 10.000 m
| Platz | Athlet, Verein                     | Zeit (min) |
| ----- | ---------------------------------- | ---------- |
| 1     | Otto Eitel (TSV Esslingen)         | 32:24,4    |
| 2     | Wilhelm Borns (FSV Frankfurt)      | 32:56,8    |
| 3     | Edmund Nadolny (VfL 97 Oberhausen) | 33:05,6    |
| 4     | Stückel (Straßfurt)                | 33:42,2    |
| 5     | Paul Lassalle (1. FC 01 Bamberg)   | 34:35,4    |
| 6     | Erich Lachhein (FSV Frankfurt)     | 34:36,0    |

Datum: 25. August

### Marathon(20km)
| Platz | Athlet, Verein                   | Zeit (h) |
| ----- | -------------------------------- | -------- |
| 1     | Wilhelm Borns (FSV Frankfurt)    | 1:09:36  |
| 2     | Josef Legge (VfL Bochum)         | 1:09:43  |
| 3     | Ernst Weber (SCC Berlin)         | 1:09:48  |
| 4     | Willi Mötzung (MTV Braunschweig) | 1:10:58  |
| 5     | Erich Lachhein (FSV Frankfurt)   | 1:11:40  |
| 6     | Fritz Kleem (TV Werne)           | 1:12:25  |

Datum: 29. September
fand in Braunschweig statt

### Marathon(20km), Mannschaftswertung
| Platz | Verein, Besetzung                                                  | Zeit (h) |
| ----- | ------------------------------------------------------------------ | -------- |
| 1     | MTV Braunschweig (Willi Mötzung, Karl-Heinz Cruschinski, Bischoff) | 3:43:25  |
| 2     | FSV Frankfurt (Wilhelm Borns, Erich Lachhein, Treisch)             | 3:47:02  |
| 3     | SCC Berlin (Ernst Weber, Bruno Eisenhardt, Friedrich Blankenburg)  | 3:52:28  |
| 4     | TSV 1860 München (Willi Wolfrum, Georg Goldemund, Max Wiedemann)   | 3:55:26  |

Datum: 29. September
fand in Braunschweig statt

### 110 m Hürden
| Platz | Athlet, Verein                                      | Zeit (s) |
| ----- | --------------------------------------------------- | -------- |
| 1     | Hans Zepernick (Osnabrücker TV)                     | 15,6     |
| 2     | Wolfgang Troßbach (ATS Kulmbach 1861)               | 16,0     |
| 3     | Lothar Schellin (SV Darmstadt 98)                   | 16,1     |
| 4     | Dieter Haferkamp (SV Schwarz-Weiß Westende Hamborn) | 16,1     |

Datum: 25. August

### 4 × 100 m Staffel
| Platz | Verein, Besetzung                                                                         | Zeit (s) |
| ----- | ----------------------------------------------------------------------------------------- | -------- |
| 1     | Stuttgarter Kickers (Hans Rümping, Transier, Fritz Baublies, Jakob Scheuring)             | 43,5     |
| 2     | Eintracht Frankfurt (Heinrich Huth, Walter Schreiber, Friedel Pfeiffer, Günter Theilmann) | 43,5     |
| 3     | Preussen Krefeld (Leo Lickes, Paul Schochow, Josef Capellmann, Heinz Fischer)             | 43,6     |
| 4     | Bonner FV (Helmut Virneburg, Rolf Münks, Rolf Müller, Karl Morschhäuser)                  | 43,8     |
| 5     | SV St. Georg Hamburg (Kießling, Steffen, Schauer, Gerhard Luther)                         | 44,0     |
| 6     | Hamburger SV (Stöck, Baß, Lipphardt, Ehemann)                                             | 44,1     |

Datum: 25. August

### 4 × 400 m Staffel
| Platz | Verein, Besetzung                                                                              | Zeit (min) |
| ----- | ---------------------------------------------------------------------------------------------- | ---------- |
| 1     | Hamburger SV (Pieper, Dieter Giesen, Hans Hieke, Kurt Edel)                                    | 3:21,2     |
| 2     | Stuttgarter Kickers I (Jakob Scheuring, Hans Rümping, Bruno Bachmann, Fritz Baublies)          | 3:26,6     |
| 3     | VfL 97 Oberhausen (Paul Kauffmann, Karl-Heinz Surray, August Kirsch, Karl-Friedrich Rückebeil) | 3:27,8     |
| 4     | SV Plön (Hoffmeister, Schult, Herbert Sonntag, Karl Kohlhoff)                                  | 3:27,9     |
| 5     | VfL München (Kahlert, Eugen Vorwitt, Heim, Lorenz)                                             | 3:30,4     |
| 6     | Stuttgarter Kickers II (Knittel, Krüger, Zertke, Kötzle)                                       | 3:31,6     |

Datum: 25. August

### 3 × 1000 m Staffel
| Platz | Verein, Besetzung                                                    | Zeit (min) |
| ----- | -------------------------------------------------------------------- | ---------- |
| 1     | TSV 1860 München (Sander, Hermann Eberlein, Ludwig Kaindl)           | 7:49,6     |
| 2     | VfL 97 Oberhausen (Karl Grünsfelder, Hans Raff, Heinz Westerteicher) | 7:51,2     |
| 3     | TK Hannover (Riemeck, Balzer, Traue)                                 | 7:55,0     |
| 4     | TSV Esslingen (Mühleisen, Otto Eitel, Helmut Bolzhauser)             | 7:55,8     |
| 5     | KSV Hessen Kassel (Christ, Ernst Zehnter, von Scharfenberg)          | 7:57,6     |
| 6     | SV Darmstadt 98 (Schubert, Creter, Keßler)                           | 7:58,2     |

Datum: 25. August

### 10.000 m Bahngehen
| Platz | Athlet, Verein                   | Zeit (min) |
| ----- | -------------------------------- | ---------- |
| 1     | Konrad Ditz (Post SV Bonn)       | 51:34,2    |
| 2     | Karl Normann (FSV Frankfurt)     | 52:52,2    |
| 3     | Moll (Reichsbahn SV Köln)        | 53:06,8    |
| 4     | H.-Werner Reh (TSV Braunschweig) | 54:00,0    |
| 5     | Rolf Michel (WSV Braunschweig)   | 54:50,8    |
| 6     | Otto Mutz (TSV 1860 München)     | 56:05,0    |

Datum: 29. September
fand in Braunschweig statt

### 25-km-Straßengehen
| Platz | Athlet, Verein                        | Zeit (h) |
| ----- | ------------------------------------- | -------- |
| 1     | Rudolf Lüttge (TSV Braunschweig)      | 2:09:38  |
| 2     | Hermann Grittner (Reichsbahn SV Köln) | 2:18:26  |
| 3     | Gustav Peinemann (WSV Braunschweig)   | 2:18:29  |
| 4     | Peter Düx (Post SV Bonn)              | 2:21:07  |
| 5     | Jürgen Schlieker (TSV Braunschweig)   | 2:22:24  |
| 6     | Otto Albrecht (H. C. Mainz)           | 2:22:48  |

Datum: 29. September
fand in Braunschweig statt

### Hochsprung
| Platz | Athlet, Verein                          | Höhe (m) |
| ----- | --------------------------------------- | -------- |
| 1     | Bernd Naumann (SC Frankfurt 1880)       | 1,80     |
| 2     | Dieter Hoppenrath (Eintracht Frankfurt) | 1,80     |
| 3     | Kurt Böhmer (Preussen Krefeld)          | 1,75     |
| 4     | Alfred Dierks (TuS Iserlohn)            | 1,75     |
| 5     | Richard Schmidt (ASV Nürnberg 1846)     | 1,70     |
| 6     | Wolfram Hausmann (TSV Pasing)           | 1,65     |

Datum: 2. August

### Stabhochsprung
| Platz | Athlet, Verein                               | Höhe (m) |
| ----- | -------------------------------------------- | -------- |
| 1     | Kurt Landschulze (Polizei SV Köln)           | 3,70     |
| 2     | Gustav Stührk (TSV 1860 München)             | 3,60     |
| 3     | Otto Petermüller (TSV 1860 München)          | 3,50     |
| 4     | Karl-Friedrich Schneider (VfL 97 Oberhausen) | 3,50     |
| 5     | Erwin Huber (TSV 1860 München)               | 3,20     |
| 6     | Kraus (Heidelberg)                           | 3,00     |

Datum: 25. August

### Weitsprung
| Platz | Athlet, Verein                        | Weite (m) |
| ----- | ------------------------------------- | --------- |
| 1     | Gerhard Luther (SV St. Georg Hamburg) | 7,03      |
| 2     | Wolfgang Wünsche (MTV Braunschweig)   | 6,92      |
| 3     | Bruno Bachmann (Stuttgarter Kickers)  | 6,82      |
| 4     | Gerd Wagemanns (Düsseldorfer SC 99)   | 6,69      |
| 5     | Heinz Kreulch (TC Gelsenkirchen 1874) | 6,60      |
| 6     | Emil Steger (TSV Schwaben Augsburg)   | 6,35      |

Datum: 25. August

### Kugelstoßen
| Platz | Athlet, Verein                             | Weite (m) |
| ----- | ------------------------------------------ | --------- |
| 1     | Karl Jansen (ASV Köln)                     | 14,40     |
| 2     | Heinz Bauer (TK Hannover)                  | 14,09     |
| 3     | Gerhard Stöck (Hamburger SV)               | 13,68     |
| 4     | Eduard Richarz (VfL Siegburg)              | 13,63     |
| 5     | Rolf Barth (Niederramstadt)                | 13,47     |
| 6     | Heinz Rosendahl (Barmer TV 1846 Wuppertal) | 13,32     |

Datum: 25. August

### Diskuswurf
| Platz | Athlet, Verein                             | Weite (m) |
| ----- | ------------------------------------------ | --------- |
| 1     | Gerhard Hilbrecht (TV Simbach)             | 44,61     |
| 2     | Karl Jansen (ASV Köln)                     | 42,69     |
| 3     | Ernst Figgen (OSV Hörde)                   | 42,18     |
| 4     | Gustav Marktanner (Stuttgarter Kickers)    | 41,15     |
| 5     | Hans Himmelsdorfer (TSV 1860 München)      | 40,52     |
| 6     | Heinz Rosendahl (Barmer TV 1846 Wuppertal) | 40,42     |

Datum: 25. August

### Hammerwurf
| Platz | Athlet, Verein                         | Weite (m) |
| ----- | -------------------------------------- | --------- |
| 1     | Karl Hein (SV St. Georg Hamburg)       | 51,62     |
| 2     | Karl Storch (ASC Fulda)                | 50,30     |
| 3     | Karl Wolf (Karlsruher TV 1846)         | 48,83     |
| 4     | Oskar Lutz (Westfalia Herne)           | 47,88     |
| 5     | Wolfram Hausmann (TSV Pasing)          | 47,35     |
| 6     | Paul Ronge (Schwarz-Weiß Radevormwald) | 47,02     |

Datum: 24. August

### Speerwurf
| Platz | Athlet, Verein                       | Weite (m) |
| ----- | ------------------------------------ | --------- |
| 1     | Willi Haas (SV Saulgau)              | 56,97     |
| 2     | Gerhard Stöck (Hamburger SV)         | 55,81     |
| 3     | Helmut Wilshaus (Hammer SpVg. 03/04) | 55,75     |
| 4     | Walter Geißler (LBV Phönix Lübeck)   | 55,66     |
| 5     | Hermann Fichtel (TSV 1860 München)   | 54,41     |
| 6     | Gustav Stührk (TSV 1860 München)     | 53,70     |

Datum: 25. August

### Fünfkampf,1934er Wertung
| Platz | Athlet, Verein                        | P – offiz. Wert. | P – 85er Wert. |
| ----- | ------------------------------------- | ---------------- | -------------- |
| 1     | Gerhard Luther (SV St. Georg Hamburg) | 3610             | 3488           |
| 2     | Ludwig Koppenwallner (VfL München)    | 3462             | 3306           |
| 3     | Kurt Schulz (Hamburger SV)            | 3433             | 3157           |
| 4     | Bruno Bachmann (Stuttgarter Kickers)  | 3180             | 3122           |
| 5     | Hermann (VfB Herford)                 | 3164             | 3079           |
| 6     | Fritz Beller (TuS Opladen)            | 3156             | 3063           |

Datum: 29. September
fand in Braunschweig statt
Gewertet wurden die Disziplinen vom 1. Tag des Zehnkampfs (sog. „Deutscher Fünfkampf“): 100 m, Weitsprung, Kugelstoßen, Hochsprung, 400 m.

## Meisterschaftsresultate Frauen

### 100 m
| Platz | Athletin, Verein                             | Zeit (s) |
| ----- | -------------------------------------------- | -------- |
| 1     | Marga Petersen (Werder Bremen)               | 12,2     |
| 2     | Elfriede Möller (TuS Alstertal Hamburg)      | 12,7     |
| 3     | Resi Gugler, geb. Kurz (Eintracht Frankfurt) | 12,9     |
| 4     | Margot Glöckner (TG Hoechst)                 | 13,2     |
| 5     | Hilde Ranke (VfL München)                    | 13,2     |
| 6     | Helga Huhn (Werder Bremen)                   |          |

Datum: 25. August

### 80 m Hürden
| Platz | Athletin, Verein                  | Zeit (s) |
| ----- | --------------------------------- | -------- |
| 1     | Maria Domagala (SuS 09 Dinslaken) | 11,8     |
| 2     | Luise Pollak (Bonner FV)          | 12,5     |
| 3     | Lore Fauth (Stuttgarter Kickers)  | 12,5     |
| 4     | Ellen Siefert (Hamburger SV)      | 12,6     |
| 5     | Irmgard Dohn (MTV 1879 München)   | 13,0     |
| 6     | Inke Winkler (TSV 1846 Nürnberg)  | 13,1     |

Datum: 25. August

### 4 × 100 m Staffel
| Platz | Verein, Besetzung                                                               | Zeit (s) |
| ----- | ------------------------------------------------------------------------------- | -------- |
| 1     | Hamburger SV (Gisela Siefert, Ilse Schmuck, Elfriede Werdier, Ellen Siefert)    | 50,0     |
| 2     | Werder Bremen (Dunekake, Marga Petersen, Alwine Schulz, Helga Huhn)             | 50,0     |
| 3     | TK Hannover (Lebentzig, Wippermann, Elfriede Brunemann, Haase)                  | 51,1     |
| 4     | VfL München (Leopoldine Wagmüller, Paula Englsperger, Hilde Pusl, Hilde Ranke)  | 51,3     |
| 5     | Eintracht Frankfurt (Haxel, Sowa, Schwarze, Resi Gugler – geb. Kurz)            | 51,7     |
| 6     | MTV München von 1879 (Kaltenbach, Ida Adler, Elfriede Mayerhofer, Erika Eckelt) | 51,9     |

Datum: 25. August

### Hochsprung
| Platz | Athletin, Verein                    | Höhe (m) |
| ----- | ----------------------------------- | -------- |
| 1     | Erika Eckelt (MTV 1879 München)     | 1,57     |
| 2     | Irmgard Dohn (MTV 1879 München)     | 1,48     |
| 2     | Ingrid Leonhardt (Rheine)           | 1,48     |
| 4     | Gänzle (Karlsruhe)                  | 1,45     |
| 5     | Ursula Ehrhardt (KSV Hessen Kassel) | 1,45     |
| 6     | Herta Wilm (MTV Braunschweig)       | 1,40     |

Datum: 24. August

### Weitsprung
| Platz | Athletin, Verein                       | Weite (m) |
| ----- | -------------------------------------- | --------- |
| 1     | Elfriede Brunemann (TK Hannover)       | 5,45      |
| 2     | Irmgard Kirchhoff (KSV Hessen Kassel)  | 5,34      |
| 3     | Lydia Bauer (Handschuhsheim)           | 5,31      |
| 4     | Ruth Meinecke (MTV Hildesheim)         | 5,26      |
| 5     | Rosemarie Andres (VfB Friedberg)       | 5,16      |
| 6     | Anneliese Becker (SG Mainz-Gonsenheim) | 5,07      |

Datum: 25. August

### Kugelstoßen
| Platz | Athletin, Verein                          | Weite (m) |
| ----- | ----------------------------------------- | --------- |
| 1     | Lilli Unbescheid (MTV Karlsruhe)          | 12,56     |
| 2     | Marianne Schulze-Entrup (TV Münster 1862) | 12,48     |
| 3     | Hilde Siemer (Oldenburger Turnerbund)     | 12,01     |
| 4     | Renate Gerstung (MTV Braunschweig)        | 11,71     |
| 5     | Anneliese Becker (SG Mainz-Gonsenheim)    | 11,35     |
| 6     | Lore Heier (TuS Duisburg 48/99)           | 11,34     |

Datum: 25. August

### Diskuswurf
| Platz | Athletin, Verein                              | Weite (m) |
| ----- | --------------------------------------------- | --------- |
| 1     | Anna Hagemann (KSV Hessen Kassel)             | 40,17     |
| 2     | Hilde Sommer (MTV Braunschweig)               | 37,41     |
| 3     | Else Graf (SV 1873 Nürnberg-Süd)              | 36,87     |
| 4     | Paula Mollenhauer (SV St. Georg 1895 Hamburg) | 36,67     |
| 5     | Hanna Haase (TK Hannover)                     | 36,45     |
| 6     | Lore Heier (TuS Duisburg 48/99)               | 34,36     |

Datum: 25. August

### Speerwurf
| Platz | Athletin, Verein                        | Weite (m) |
| ----- | --------------------------------------- | --------- |
| 1     | Liesel Hillebrandt (TK Hannover)        | 42,29     |
| 2     | Inge Wolf, geb. Plank (1. FC Nürnberg)  | 40,88     |
| 3     | Ursula Köster (Eintracht Frankfurt)     | 38,22     |
| 4     | Alwine Lehr (Eintracht Frankfurt)       | 37,49     |
| 5     | Julie Knabel (VfL München)              | 37,37     |
| 6     | Gertrud Ulbrich (TSV Schwaben Augsburg) | 33,89     |

Datum: 25. August

### Fünfkampf
| Platz | Athletin, Verein                              | P – offiz. Wert. | P – 80er Wert. |
| ----- | --------------------------------------------- | ---------------- | -------------- |
| 1     | Elfriede Brunemann (TK Hannover)              | 309              | 3178           |
| 2     | Helga Isberg (SV St. Georg 1895 Hamburg)      | 282              | 2863           |
| 3     | Anneliese Becker (SG Mainz-Gonsenheim)        | 270              | 2929           |
| 4     | Erika Eckelt (MTV 1879 München)               | 269              | 2869           |
| 5     | Margot Kummerfeld (SV St. Georg 1895 Hamburg) | 236              | 2709           |
| 6     | Herta Wilm (MTV Braunschweig)                 | 226              | 2640           |

Datum: 29. September
fand in Braunschweig statt
Der Fünfkampf wurde nach einer älteren deutschen Punktetabelle des Frauen-Fünfkampfs gewertet, Disziplinen: Tag 1 – Kugelstoß, Weitsprung / Tag 2 – 100 m, Hochsprung, Speerwurf.

## Video
- Filmausschnitte u. a. von den Deutschen Leichtathletik-Meisterschaften auf filmothek.bundesarchiv.de, Bereich: 5:32 min bis 8:28 min, abgerufen am 20. April 2021